# Johann Bernhard Basedow
Johann Bernhard Basedow (Hamburgo, 11 de septiembre de 1723-Magdeburgo, 25 de julio de 1790) fue un pedagogo y teólogo alemán, fundador del Philantropinum de Dessau. Revalorizó el realismo educativo de Comenio y originó la reforma de la escuela en su país.

## Biografía
Asistió al gymnasium de Hamburgo (Johanneum) y estudió Teología en Leipzig. Pero tenía poco interés por las clases y se dedicó a estudiar por su cuenta, leyendo numerosas obras, entre las que merecen recordarse las de Crusius, Wolff y Reimarus, que despertaron en él su separación de la ortodoxia. Preceptor en el hogar del consejero áulico de Qualen (en Holstein), sus éxitos al cabo de tres años determinaron su vocación pedagógica inmersa en ideales filantrópicos. Sus ideas sobre la educación, que consideraba como un nuevo método, las publicó y le valieron el título de magíster en la Universidad de Kiel. Después fue profesor de Filosofía y Elocuencia en la Academia danesa de Soore y en el gymnasium de Altona. En 1770 publicó el Libro metódico para padres y madres de familia y países. En 1774 se edita la Obra elemental. El Philantropinum fue inaugurado en el mismo año, era una especie de internado para clases pudientes, en el que se educaba también a niños pobres para que llegaran a ser pedagogos. Allí tuvo colaboradores tan valiosos como Wolke, Salzmann y Campe, pero las peleas que les enfrentaron, a causa del repetido estado de embriaguez de Basedow y sus modales ofensivos, determinaron que, tras alcanzar gran fama en toda Europa (contó con el aplauso de Kant y de Goethe), se cerrara en 1793. Basedow lo abandonó en 1778.

## Obra
En las "Reflexiones a los amigos de la Humanidad y hombres poderosos sobre las escuelas, los estudios y su influencia en el público bienestar", publicadas en 1768, ya encontramos una de sus ideas fundamentales: la escuela neutral. En el Método nuevo de educación, había señalado la necesidad de una enseñanza realista y concretaba que el juego y la conversación debían ser los únicos métodos didácticos, por lo menos hasta los diez años de edad.
Pero es en su Elementarwerk donde encontramos el conjunto de sus ideas pedagógicas. Se trata de una vasta enciclopedia en la que en primer lugar bosqueja un sistema de educación ideal, que sitúa en el imaginario país de Aletina. A continuación vuelve a insistir en la necesidad de una neutralidad religiosa en la enseñanza. Destaca el mayor valor que tiene la educación sobre la instrucción. Concede a los ejercicios físicos y trabajos manuales una gran importancia, debiendo ocupar gran parte de la jornada escolar. Las ciencias y los idiomas deben tener un carácter práctico. El latín puede interesar como lengua hablada, como un posible medio de entenderse los europeos. La gramática y la retórica no sirven, aunque las conserva entre sus enseñanzas porque algunos autores clásicos tienen «cosas útiles». La historia se tendrá en cuenta en tanto que sirva para ejemplarizar preceptos morales. Son muy interesantes el dibujo, la pintura, la música, la danza y las visitas a fábricas y talleres.
Este plan de educación fue el que puso en práctica en el Philantropinum, al mismo tiempo que se preocupaba sobremanera respecto a la disciplina, guardada mediante un sistema especial de premios y sin existencia de castigos.

## Juicio crítico
Locke, Comenio, Rollin, Rousseau y La Challotais son la fuente de casi todas sus ideas pedagógicas. Lo original en Basedow es, principalmente, la armónica fusión de aquellas doctrinas en una teoría educativa supeditada a lograr lo útil. Su aportación decisiva es el intento de hacer atractiva y universal la enseñanza, así como la importancia que da a la formación de los maestros. Sostuvo una educación religiosa difusa, apoyada en un vago deísmo y en una moral natural. Creía en una bondad natural del hombre, pero, contrariamente a Rousseau, defendió la intervención del educador en la formación del niño.